# Canal Grandidier

O canal Grandidier é um canal navegável entre a costa oeste da Terra de Graham, na Antártida, e a extremidade norte das ilhas Biscoe, se estendendo do estreito Penola na direção sudoeste até a vizinhança da ilha Larrouy. Foi mapeada primeiro pela Expedição Antártica Francesa (1903–1905) de 1903-1905, e foi designada por Jean-Baptiste Charcot com o nome do Alfred Grandidier, presidente da Sociedade Geográfica de Paris. Charcot aplicou o nome a todo o corpo de água entre o continente e as Ilhas Biscoe mas o nome foi desde então restrito à porção navegável descrita.